# Aggregata andresi
Aggregata andresi is een soort in de taxonomische indeling van de Myzozoa, een stam van microscopische parasitaire dieren. Het organisme komt uit het geslacht Aggregata en behoort tot de familie Aggregatidae. Aggregata andresi werd in 2005 ontdekt door Gestal, Nigmatullin, Hochberg, Guerra & Pascual.